# اس‌اس مارین سولفور کوئین
اس‌اس مارین سولفور کوئین (به انگلیسی: SS Marine Sulphur Queen) کشتی حامل گوگرد مذاب بود که در ۴ فوریه ۱۹۶۳ به طرز مرموزی در مثلث برمودا ناپدید شد.